# Campbeltown and Machrihanish Light Railway
| Campbeltown and Machrihanish Light Railway                                                                                     | Campbeltown and Machrihanish Light Railway |
| --- | ------------------------------------------ |
| Atlantic von Andrew Barclay Sons & Co., die letzte für die Campbeltown and Machrihanish Light Railway gebaute Lokomotive, 1907 |                                            |
| Spurweite: | 686 mm                                     |
| |                                            |

Die Campbeltown and Machrihanish Light Railway war eine Schmalspurbahn mit einer Spurweite von 686 mm (2 Fuß 3 Zoll) auf der Halbinsel Kintyre in Schottland, die die Stadt Campbeltown mit der Kohlebergbausiedlung Machrihanish verband.

## Geschichte
Auf der Halbinsel Kintyre wurde spätestens seit 1498 Kohle abgebaut. Sie war zwar nicht von höchster Qualität, aber reichlich vorhanden und leicht und kostengünstig abzubauen. Ab der Mitte des 18. Jahrhunderts wurde die Kohle an die zahlreichen Whisky-Brennereien in der Gegend von Campbeltown verkauft.

### Kanal
1773 führte James Watt Vermessungsarbeiten für einen Kanal durch, der die Kohlengruben mit Campbeltown verbinden und die Transportkosten minimieren sollte. Dieser 4,8 km lange Campbeltown and Machrihanish Canal wurde 1794 eröffnet. Er wurde nach sinkender Nutzung schließlich 1856 aufgegeben. 1875 erwarb die Argyll Coal and Canal Co. die Rechte an der Kohlengrube und dem Kanal, konnte letzteren allerdings nicht reaktivieren. Das Unternehmen entschloss sich, ein besseres Transportmittel einzusetzen und erwog den Bau einer Eisenbahn nach Campbeltown.

### Werkseisenbahn
1876 wurde über eine Länge von 4,8 km eine schmalspurige Werkseisenbahn zwischen der Kohlengrube Kilkivan Pit und Campbeltown errichtet, die teilweise dem alten Kanal folgte und an einem Pier endete. Sie wurde ausschließlich zum Transport von Kohle verwendet. Dafür wurden zwei Dampflokomotiven eingesetzt, Princess und Chevalier.

### Kleinbahn

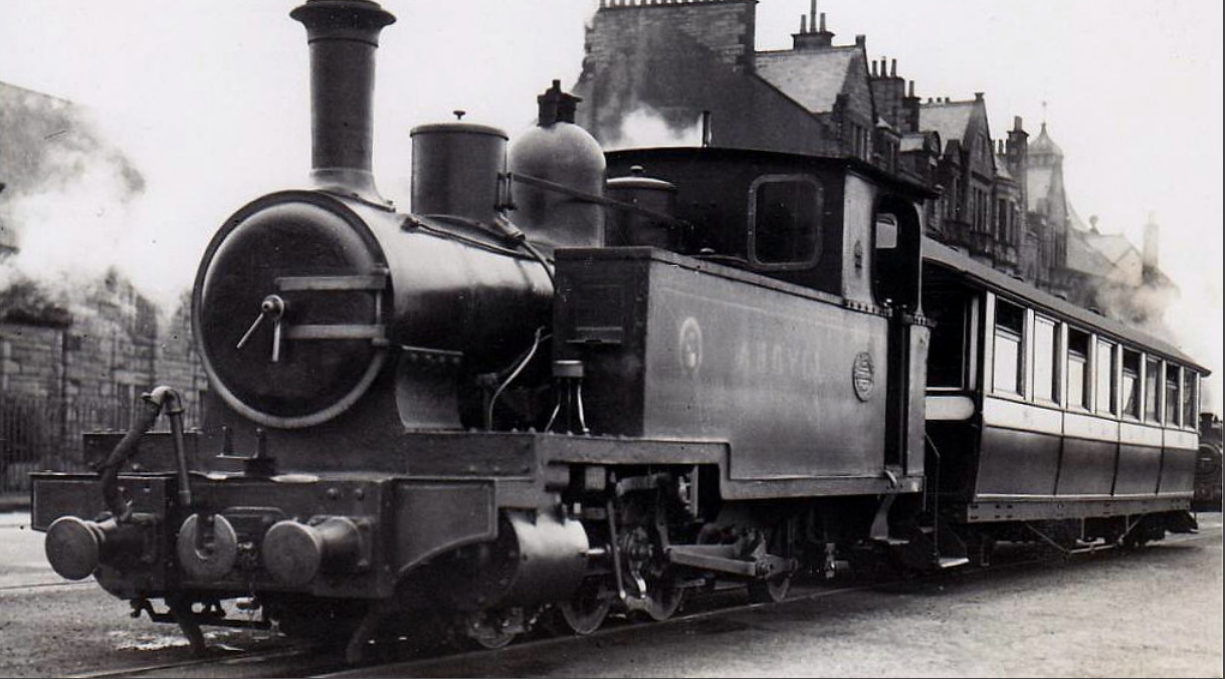
Argyll mit einem Personenwagen der Kleinbahn

Da das Verkehrsaufkommen für die überwiegend lokal verkaufte Kohle sehr saisonabhängig war, suchten die Grubenbesitzer nach alternativen Nutzungsmöglichkeiten für ihre Eisenbahnlinie in den Sommermonaten, und die Wahl fiel auf die Einführung eines überwiegend touristisch motivierten Personenverkehrs. Da durch die Dampfschifffahrt eine zunehmende Anzahl von Touristen die Halbinsel besuchte, beantragten sie gemäß dem 1896 in Kraft getretenen Light Railways Act den Bau einer Kleinbahn von Campbeltown nach Machrihanish an der Westküste der Halbinsel. Der Baubeginn war im November 1905. Ein Großteil der Strecke folgte der bestehenden Werksbahn, aber mit geringeren Steigungen und größeren Bogenradien. Die Werksbahn wurde gleichzeitig nach Westen bis zum neuen Kopfbahnhof in Machrihanish verlängert. Die Strecke wurde nach Abschluss der Bauarbeiten am 18. August 1906 eröffnet. Sie war ein sofortiger Erfolg und transportierte bereits in den ersten drei Wochen des Betriebes 10.000 Fahrgäste, was die bisherigen Pferdekutschen überflüssig machte.
Vor dem Ersten Weltkrieg waren der Kohlentransport und der Personenverkehr die wirtschaftlichen Standbeine der Bahn. Als ihr nach dem Krieg zunehmend Konkurrenz in Gestalt des Omnibusses erwuchs, sank die Rentabilität. Im Jahr 1931 hatte der Sommertourismus bereits signifikant nachgelassen. Im Mai 1932 wurde der Personenverkehr daher eingestellt. Im November 1933 wurde die Eisenbahn stillgelegt, und danach fuhren die letzten Züge nur noch zum Abbau der Gleise.

### Maisel Oil Company
Die Maisel Oil Company, die ein Patent zur Kohleverflüssigung hatte, erwarb um 1929 die Kohlengrube einschließlich der Bahnlinie, die sie erneut in Betrieb nahm. Die Produktion war aber nicht rentabel, so dass der Personenverkehr 1931 eingestellt wurde und die Linie 1932 wieder stillgelegt wurde.
Bereits im Juni 1928 hat die Franco British Co. die Kohlengrube von Argyll erworben, und am 13. August 1928 hat einer deren Direktoren, Herr Maisel, bei der Versammlung des Stadtrats von Campbeltown erklärt, dass in einem geplanten Kohleverflüssigungswerk Gas gewonnen und an die Stadt verkauft werden könne. Laut einem Bericht an die Aktionäre war eine Testanlage des Aicher Niedrigtemperatur-Verkokungsprozesses unter der Aufsicht von Herrn Aicher für 14 Tage in Betrieb. Tests haben Erträge von 154 bis 331 Liter Rohöl pro Tonne Kohle ergeben. Außerdem fielen bei dem Prozess 5.5 m3/t Gas und der verbleibende Koks ab. Im Juni 1929 entstand die Franco British Company erneut unter dem Namen Coal Carbonisation Trust und erwähnte in ihrer Broschüre, dass 1.000 Long tons (1.016 t) Kohle pro Tag abgebaut werden, die 550 kg/t Koks ergeben. Nahezu unmittelbar darauf wurde die Grube bei Kilkivan aufgegeben und das Gesamtprojekt „zerschmolz wie Schnee auf einem Erdwall“. Am 14. Februar 1933 gab es bezüglich der besorgniserregenden Geschäftspraktiken dieser Firma eine Anfrage im Parlament.

## Rollmaterial

### Lokomotiven
| Name      | Hersteller          | Typ                          | Werksnummer | Baujahr | Bemerkungen                                                                              |
| --------- | ------------------- | ---------------------------- | ----------- | ------- | ---------------------------------------------------------------------------------------- |
| Pioneer   | Andrew Barclay & Co | 0-4-0 WT (Umbau in 0-4-2 WT) | unbekannt   | 1876    | Auslieferung für die ursprüngliche Werkseisenbahn. Wurde auf der C&MLR nicht eingesetzt. |
| Chevalier | Andrew Barclay & Co | 0-4-0 ST (Umbau in 0-4-2 ST) | 269         | 1885    | Neubau im Jahr 1926 aus alten Teilen der Princess                                        |
| Princess  | Kerr Stuart         | 0-4-2 T                      | 717         | 1900    | Skylark-Klasse, vor 1931 verschrottet                                                    |
| Argyll    | Andrew Barclay & Co | 0-6-2 T                      | 1049        | 1906    |                                                                                          |
| Atlantic  | Andrew Barclay & Co | 0-6-2 T                      | 1098        | 1907    | Baugleich mit Argyll                                                                     |

### Personenwagen
R.Y. Pickering & Co. aus Wishaw lieferte 1906 vier Drehgestell-Personenwagen für die Eisenbahnlinie. Jeder Wagen war als Großraumwagen mit 64 straßenbahnartigen Holzsitzen und Plattformen an beiden Enden ausgeführt. Zwei weitere Wagen wurden 1907 von Pickering geliefert, wobei der zweite in der Mitte ein Gepäckabteil hatte.
Die Wagen überlebten 1934 die Streckenstilllegung und wurden nach Trench Point am anderen Ufer von Campbeltown Loch transportiert, wo sie als Ferienhäuschen benutzt wurden. Im Zweiten Weltkrieg wurden sie von der Admiralität beschlagnahmt. Nach Kriegsende verfielen sie zunehmend, bis die Rahmen 1958 verschrottet wurden.

### Güterwagen

#### Werksbahn
Die Werksbahn der Kohlengrube verwendete vermutlich bestehende Grubenloren, als sie 1876 in Betrieb genommen wurde. 1902 gab es 18 zweiachsige Flachwagen, von denen jeder vier Loren transportieren konnte. Dabei handelte es sich um kleine Grubenloren, die jeweils mit 480 kg (9½ cwt) Kohle beladen werden konnten. Die Grubenloren wurden quer zur Fahrtrichtung auf den Flachwagen auf kurzen Gleisstücken abgestellt.

#### Kleinbahn
Mit dem Neubau der Kleinbahn wurden 1906 die Lorentransporter durch konventionelle Schüttgutwagen ersetzt. Eine Serie von zweiachsigen offenen Wagen mit 3¼ t Fassungsvermögen wurden von Hurst Nelson Ltd. aus Motherwell beschafft. Wie die früheren Kohlewagen hatten diese Mittelpufferkupplungen. Später gab es Wagen mit 4½ t Fassungsvermögen. Insgesamt waren etwa 150 Kohlewagen vorhanden, die alle der Campbeltown Coal Co. und nicht der Bahnlinie gehörten.
Außerdem gab es einige Güterwagen, die der Bahnlinie gehörten. Ein 7-t-Bremserwagen wurde von R.Y. Pickering geliefert. Die gleiche Firma lieferte einen seitlich offenen Milchwagen, dessen Bauform ähnlich wie die der 4½-t-Wagen war aber mit seitlich überstehenden Balken, um zusätzlichen Platz für Milchkannen zu schaffen. Nicht zuletzt hatte die Eisenbahn einen abnehmbaren Schneepflug sowie einen kleinen Bauwagen für Wartungsarbeiten.

## Bahnhöfe
Die Bahnhöfe und Haltepunkte waren Campbeltown, Plantation Halt, Moss Road Halt, Lintmill Halt, Drumlemble Halt, Machrihanish Farm Halt, Trodigal Halt und Machrihanish. Keine der Bahnhöfe und Haltestellen hatten Bahnsteige, aber in Machrihanish gab es immerhin einen hölzernen Schuppen mit einem Wellblechdach.